# Carole Delga
Carole Delga, född 19 augusti 1971 i Toulouse, är en fransk politiker som sedan 2016 är ordförande för Occitaniens regionstyrelse. Hon tillhör Socialistiska partiet.
Delga kom in i politiken år 2008 när hon valdes till borgmästare i Martres-Tolosane. År 2010 valdes hon in i Midi-Pyrénées regionstyrelse. År 2012 valdes hon in i nationalförsamlingen för Haute-Garonnes åttonde valkrets. Hon ingick i Regeringen Valls I juni 2014–juni 2015. Istället ställde hon upp i valet av ordförande för den nya storregionen Languedoc-Roussillon-Midi-Pyrénées (senare Occitanien), vilket hon vann.